# سیکلیدسانان
سیکلیدسانان (نام علمی: Cichliformes) نام یک راسته از فراراسته خارباله‌داران است.